# Parany de Magnus Smith
|   | a | b | c | d | e | f | g | h |   |
| 8 | a8 negres torre · c8 negres alfil · d8 negres dama · e8 negres rei · f8 negres alfil · h8 negres torre · a7 negres peó · e7 negres peó · f7 negres peó · h7 negres peó · c6 negres peó · d6 negres peó · f6 negres cavall · g6 negres peó · e5 blanques peó · c4 blanques alfil · c3 blanques cavall · a2 blanques peó · b2 blanques peó · c2 blanques peó · f2 blanques peó · g2 blanques peó · h2 blanques peó · a1 blanques torre · c1 blanques alfil · d1 blanques dama · e1 blanques rei · h1 blanques torre | a8 negres torre · c8 negres alfil · d8 negres dama · e8 negres rei · f8 negres alfil · h8 negres torre · a7 negres peó · e7 negres peó · f7 negres peó · h7 negres peó · c6 negres peó · d6 negres peó · f6 negres cavall · g6 negres peó · e5 blanques peó · c4 blanques alfil · c3 blanques cavall · a2 blanques peó · b2 blanques peó · c2 blanques peó · f2 blanques peó · g2 blanques peó · h2 blanques peó · a1 blanques torre · c1 blanques alfil · d1 blanques dama · e1 blanques rei · h1 blanques torre | a8 negres torre · c8 negres alfil · d8 negres dama · e8 negres rei · f8 negres alfil · h8 negres torre · a7 negres peó · e7 negres peó · f7 negres peó · h7 negres peó · c6 negres peó · d6 negres peó · f6 negres cavall · g6 negres peó · e5 blanques peó · c4 blanques alfil · c3 blanques cavall · a2 blanques peó · b2 blanques peó · c2 blanques peó · f2 blanques peó · g2 blanques peó · h2 blanques peó · a1 blanques torre · c1 blanques alfil · d1 blanques dama · e1 blanques rei · h1 blanques torre | a8 negres torre · c8 negres alfil · d8 negres dama · e8 negres rei · f8 negres alfil · h8 negres torre · a7 negres peó · e7 negres peó · f7 negres peó · h7 negres peó · c6 negres peó · d6 negres peó · f6 negres cavall · g6 negres peó · e5 blanques peó · c4 blanques alfil · c3 blanques cavall · a2 blanques peó · b2 blanques peó · c2 blanques peó · f2 blanques peó · g2 blanques peó · h2 blanques peó · a1 blanques torre · c1 blanques alfil · d1 blanques dama · e1 blanques rei · h1 blanques torre | a8 negres torre · c8 negres alfil · d8 negres dama · e8 negres rei · f8 negres alfil · h8 negres torre · a7 negres peó · e7 negres peó · f7 negres peó · h7 negres peó · c6 negres peó · d6 negres peó · f6 negres cavall · g6 negres peó · e5 blanques peó · c4 blanques alfil · c3 blanques cavall · a2 blanques peó · b2 blanques peó · c2 blanques peó · f2 blanques peó · g2 blanques peó · h2 blanques peó · a1 blanques torre · c1 blanques alfil · d1 blanques dama · e1 blanques rei · h1 blanques torre | a8 negres torre · c8 negres alfil · d8 negres dama · e8 negres rei · f8 negres alfil · h8 negres torre · a7 negres peó · e7 negres peó · f7 negres peó · h7 negres peó · c6 negres peó · d6 negres peó · f6 negres cavall · g6 negres peó · e5 blanques peó · c4 blanques alfil · c3 blanques cavall · a2 blanques peó · b2 blanques peó · c2 blanques peó · f2 blanques peó · g2 blanques peó · h2 blanques peó · a1 blanques torre · c1 blanques alfil · d1 blanques dama · e1 blanques rei · h1 blanques torre | a8 negres torre · c8 negres alfil · d8 negres dama · e8 negres rei · f8 negres alfil · h8 negres torre · a7 negres peó · e7 negres peó · f7 negres peó · h7 negres peó · c6 negres peó · d6 negres peó · f6 negres cavall · g6 negres peó · e5 blanques peó · c4 blanques alfil · c3 blanques cavall · a2 blanques peó · b2 blanques peó · c2 blanques peó · f2 blanques peó · g2 blanques peó · h2 blanques peó · a1 blanques torre · c1 blanques alfil · d1 blanques dama · e1 blanques rei · h1 blanques torre | a8 negres torre · c8 negres alfil · d8 negres dama · e8 negres rei · f8 negres alfil · h8 negres torre · a7 negres peó · e7 negres peó · f7 negres peó · h7 negres peó · c6 negres peó · d6 negres peó · f6 negres cavall · g6 negres peó · e5 blanques peó · c4 blanques alfil · c3 blanques cavall · a2 blanques peó · b2 blanques peó · c2 blanques peó · f2 blanques peó · g2 blanques peó · h2 blanques peó · a1 blanques torre · c1 blanques alfil · d1 blanques dama · e1 blanques rei · h1 blanques torre | 8 |
| 7 | a8 negres torre · c8 negres alfil · d8 negres dama · e8 negres rei · f8 negres alfil · h8 negres torre · a7 negres peó · e7 negres peó · f7 negres peó · h7 negres peó · c6 negres peó · d6 negres peó · f6 negres cavall · g6 negres peó · e5 blanques peó · c4 blanques alfil · c3 blanques cavall · a2 blanques peó · b2 blanques peó · c2 blanques peó · f2 blanques peó · g2 blanques peó · h2 blanques peó · a1 blanques torre · c1 blanques alfil · d1 blanques dama · e1 blanques rei · h1 blanques torre | a8 negres torre · c8 negres alfil · d8 negres dama · e8 negres rei · f8 negres alfil · h8 negres torre · a7 negres peó · e7 negres peó · f7 negres peó · h7 negres peó · c6 negres peó · d6 negres peó · f6 negres cavall · g6 negres peó · e5 blanques peó · c4 blanques alfil · c3 blanques cavall · a2 blanques peó · b2 blanques peó · c2 blanques peó · f2 blanques peó · g2 blanques peó · h2 blanques peó · a1 blanques torre · c1 blanques alfil · d1 blanques dama · e1 blanques rei · h1 blanques torre | a8 negres torre · c8 negres alfil · d8 negres dama · e8 negres rei · f8 negres alfil · h8 negres torre · a7 negres peó · e7 negres peó · f7 negres peó · h7 negres peó · c6 negres peó · d6 negres peó · f6 negres cavall · g6 negres peó · e5 blanques peó · c4 blanques alfil · c3 blanques cavall · a2 blanques peó · b2 blanques peó · c2 blanques peó · f2 blanques peó · g2 blanques peó · h2 blanques peó · a1 blanques torre · c1 blanques alfil · d1 blanques dama · e1 blanques rei · h1 blanques torre | a8 negres torre · c8 negres alfil · d8 negres dama · e8 negres rei · f8 negres alfil · h8 negres torre · a7 negres peó · e7 negres peó · f7 negres peó · h7 negres peó · c6 negres peó · d6 negres peó · f6 negres cavall · g6 negres peó · e5 blanques peó · c4 blanques alfil · c3 blanques cavall · a2 blanques peó · b2 blanques peó · c2 blanques peó · f2 blanques peó · g2 blanques peó · h2 blanques peó · a1 blanques torre · c1 blanques alfil · d1 blanques dama · e1 blanques rei · h1 blanques torre | a8 negres torre · c8 negres alfil · d8 negres dama · e8 negres rei · f8 negres alfil · h8 negres torre · a7 negres peó · e7 negres peó · f7 negres peó · h7 negres peó · c6 negres peó · d6 negres peó · f6 negres cavall · g6 negres peó · e5 blanques peó · c4 blanques alfil · c3 blanques cavall · a2 blanques peó · b2 blanques peó · c2 blanques peó · f2 blanques peó · g2 blanques peó · h2 blanques peó · a1 blanques torre · c1 blanques alfil · d1 blanques dama · e1 blanques rei · h1 blanques torre | a8 negres torre · c8 negres alfil · d8 negres dama · e8 negres rei · f8 negres alfil · h8 negres torre · a7 negres peó · e7 negres peó · f7 negres peó · h7 negres peó · c6 negres peó · d6 negres peó · f6 negres cavall · g6 negres peó · e5 blanques peó · c4 blanques alfil · c3 blanques cavall · a2 blanques peó · b2 blanques peó · c2 blanques peó · f2 blanques peó · g2 blanques peó · h2 blanques peó · a1 blanques torre · c1 blanques alfil · d1 blanques dama · e1 blanques rei · h1 blanques torre | a8 negres torre · c8 negres alfil · d8 negres dama · e8 negres rei · f8 negres alfil · h8 negres torre · a7 negres peó · e7 negres peó · f7 negres peó · h7 negres peó · c6 negres peó · d6 negres peó · f6 negres cavall · g6 negres peó · e5 blanques peó · c4 blanques alfil · c3 blanques cavall · a2 blanques peó · b2 blanques peó · c2 blanques peó · f2 blanques peó · g2 blanques peó · h2 blanques peó · a1 blanques torre · c1 blanques alfil · d1 blanques dama · e1 blanques rei · h1 blanques torre | a8 negres torre · c8 negres alfil · d8 negres dama · e8 negres rei · f8 negres alfil · h8 negres torre · a7 negres peó · e7 negres peó · f7 negres peó · h7 negres peó · c6 negres peó · d6 negres peó · f6 negres cavall · g6 negres peó · e5 blanques peó · c4 blanques alfil · c3 blanques cavall · a2 blanques peó · b2 blanques peó · c2 blanques peó · f2 blanques peó · g2 blanques peó · h2 blanques peó · a1 blanques torre · c1 blanques alfil · d1 blanques dama · e1 blanques rei · h1 blanques torre | 7 |
| 6 | a8 negres torre · c8 negres alfil · d8 negres dama · e8 negres rei · f8 negres alfil · h8 negres torre · a7 negres peó · e7 negres peó · f7 negres peó · h7 negres peó · c6 negres peó · d6 negres peó · f6 negres cavall · g6 negres peó · e5 blanques peó · c4 blanques alfil · c3 blanques cavall · a2 blanques peó · b2 blanques peó · c2 blanques peó · f2 blanques peó · g2 blanques peó · h2 blanques peó · a1 blanques torre · c1 blanques alfil · d1 blanques dama · e1 blanques rei · h1 blanques torre | a8 negres torre · c8 negres alfil · d8 negres dama · e8 negres rei · f8 negres alfil · h8 negres torre · a7 negres peó · e7 negres peó · f7 negres peó · h7 negres peó · c6 negres peó · d6 negres peó · f6 negres cavall · g6 negres peó · e5 blanques peó · c4 blanques alfil · c3 blanques cavall · a2 blanques peó · b2 blanques peó · c2 blanques peó · f2 blanques peó · g2 blanques peó · h2 blanques peó · a1 blanques torre · c1 blanques alfil · d1 blanques dama · e1 blanques rei · h1 blanques torre | a8 negres torre · c8 negres alfil · d8 negres dama · e8 negres rei · f8 negres alfil · h8 negres torre · a7 negres peó · e7 negres peó · f7 negres peó · h7 negres peó · c6 negres peó · d6 negres peó · f6 negres cavall · g6 negres peó · e5 blanques peó · c4 blanques alfil · c3 blanques cavall · a2 blanques peó · b2 blanques peó · c2 blanques peó · f2 blanques peó · g2 blanques peó · h2 blanques peó · a1 blanques torre · c1 blanques alfil · d1 blanques dama · e1 blanques rei · h1 blanques torre | a8 negres torre · c8 negres alfil · d8 negres dama · e8 negres rei · f8 negres alfil · h8 negres torre · a7 negres peó · e7 negres peó · f7 negres peó · h7 negres peó · c6 negres peó · d6 negres peó · f6 negres cavall · g6 negres peó · e5 blanques peó · c4 blanques alfil · c3 blanques cavall · a2 blanques peó · b2 blanques peó · c2 blanques peó · f2 blanques peó · g2 blanques peó · h2 blanques peó · a1 blanques torre · c1 blanques alfil · d1 blanques dama · e1 blanques rei · h1 blanques torre | a8 negres torre · c8 negres alfil · d8 negres dama · e8 negres rei · f8 negres alfil · h8 negres torre · a7 negres peó · e7 negres peó · f7 negres peó · h7 negres peó · c6 negres peó · d6 negres peó · f6 negres cavall · g6 negres peó · e5 blanques peó · c4 blanques alfil · c3 blanques cavall · a2 blanques peó · b2 blanques peó · c2 blanques peó · f2 blanques peó · g2 blanques peó · h2 blanques peó · a1 blanques torre · c1 blanques alfil · d1 blanques dama · e1 blanques rei · h1 blanques torre | a8 negres torre · c8 negres alfil · d8 negres dama · e8 negres rei · f8 negres alfil · h8 negres torre · a7 negres peó · e7 negres peó · f7 negres peó · h7 negres peó · c6 negres peó · d6 negres peó · f6 negres cavall · g6 negres peó · e5 blanques peó · c4 blanques alfil · c3 blanques cavall · a2 blanques peó · b2 blanques peó · c2 blanques peó · f2 blanques peó · g2 blanques peó · h2 blanques peó · a1 blanques torre · c1 blanques alfil · d1 blanques dama · e1 blanques rei · h1 blanques torre | a8 negres torre · c8 negres alfil · d8 negres dama · e8 negres rei · f8 negres alfil · h8 negres torre · a7 negres peó · e7 negres peó · f7 negres peó · h7 negres peó · c6 negres peó · d6 negres peó · f6 negres cavall · g6 negres peó · e5 blanques peó · c4 blanques alfil · c3 blanques cavall · a2 blanques peó · b2 blanques peó · c2 blanques peó · f2 blanques peó · g2 blanques peó · h2 blanques peó · a1 blanques torre · c1 blanques alfil · d1 blanques dama · e1 blanques rei · h1 blanques torre | a8 negres torre · c8 negres alfil · d8 negres dama · e8 negres rei · f8 negres alfil · h8 negres torre · a7 negres peó · e7 negres peó · f7 negres peó · h7 negres peó · c6 negres peó · d6 negres peó · f6 negres cavall · g6 negres peó · e5 blanques peó · c4 blanques alfil · c3 blanques cavall · a2 blanques peó · b2 blanques peó · c2 blanques peó · f2 blanques peó · g2 blanques peó · h2 blanques peó · a1 blanques torre · c1 blanques alfil · d1 blanques dama · e1 blanques rei · h1 blanques torre | 6 |
| 5 | a8 negres torre · c8 negres alfil · d8 negres dama · e8 negres rei · f8 negres alfil · h8 negres torre · a7 negres peó · e7 negres peó · f7 negres peó · h7 negres peó · c6 negres peó · d6 negres peó · f6 negres cavall · g6 negres peó · e5 blanques peó · c4 blanques alfil · c3 blanques cavall · a2 blanques peó · b2 blanques peó · c2 blanques peó · f2 blanques peó · g2 blanques peó · h2 blanques peó · a1 blanques torre · c1 blanques alfil · d1 blanques dama · e1 blanques rei · h1 blanques torre | a8 negres torre · c8 negres alfil · d8 negres dama · e8 negres rei · f8 negres alfil · h8 negres torre · a7 negres peó · e7 negres peó · f7 negres peó · h7 negres peó · c6 negres peó · d6 negres peó · f6 negres cavall · g6 negres peó · e5 blanques peó · c4 blanques alfil · c3 blanques cavall · a2 blanques peó · b2 blanques peó · c2 blanques peó · f2 blanques peó · g2 blanques peó · h2 blanques peó · a1 blanques torre · c1 blanques alfil · d1 blanques dama · e1 blanques rei · h1 blanques torre | a8 negres torre · c8 negres alfil · d8 negres dama · e8 negres rei · f8 negres alfil · h8 negres torre · a7 negres peó · e7 negres peó · f7 negres peó · h7 negres peó · c6 negres peó · d6 negres peó · f6 negres cavall · g6 negres peó · e5 blanques peó · c4 blanques alfil · c3 blanques cavall · a2 blanques peó · b2 blanques peó · c2 blanques peó · f2 blanques peó · g2 blanques peó · h2 blanques peó · a1 blanques torre · c1 blanques alfil · d1 blanques dama · e1 blanques rei · h1 blanques torre | a8 negres torre · c8 negres alfil · d8 negres dama · e8 negres rei · f8 negres alfil · h8 negres torre · a7 negres peó · e7 negres peó · f7 negres peó · h7 negres peó · c6 negres peó · d6 negres peó · f6 negres cavall · g6 negres peó · e5 blanques peó · c4 blanques alfil · c3 blanques cavall · a2 blanques peó · b2 blanques peó · c2 blanques peó · f2 blanques peó · g2 blanques peó · h2 blanques peó · a1 blanques torre · c1 blanques alfil · d1 blanques dama · e1 blanques rei · h1 blanques torre | a8 negres torre · c8 negres alfil · d8 negres dama · e8 negres rei · f8 negres alfil · h8 negres torre · a7 negres peó · e7 negres peó · f7 negres peó · h7 negres peó · c6 negres peó · d6 negres peó · f6 negres cavall · g6 negres peó · e5 blanques peó · c4 blanques alfil · c3 blanques cavall · a2 blanques peó · b2 blanques peó · c2 blanques peó · f2 blanques peó · g2 blanques peó · h2 blanques peó · a1 blanques torre · c1 blanques alfil · d1 blanques dama · e1 blanques rei · h1 blanques torre | a8 negres torre · c8 negres alfil · d8 negres dama · e8 negres rei · f8 negres alfil · h8 negres torre · a7 negres peó · e7 negres peó · f7 negres peó · h7 negres peó · c6 negres peó · d6 negres peó · f6 negres cavall · g6 negres peó · e5 blanques peó · c4 blanques alfil · c3 blanques cavall · a2 blanques peó · b2 blanques peó · c2 blanques peó · f2 blanques peó · g2 blanques peó · h2 blanques peó · a1 blanques torre · c1 blanques alfil · d1 blanques dama · e1 blanques rei · h1 blanques torre | a8 negres torre · c8 negres alfil · d8 negres dama · e8 negres rei · f8 negres alfil · h8 negres torre · a7 negres peó · e7 negres peó · f7 negres peó · h7 negres peó · c6 negres peó · d6 negres peó · f6 negres cavall · g6 negres peó · e5 blanques peó · c4 blanques alfil · c3 blanques cavall · a2 blanques peó · b2 blanques peó · c2 blanques peó · f2 blanques peó · g2 blanques peó · h2 blanques peó · a1 blanques torre · c1 blanques alfil · d1 blanques dama · e1 blanques rei · h1 blanques torre | a8 negres torre · c8 negres alfil · d8 negres dama · e8 negres rei · f8 negres alfil · h8 negres torre · a7 negres peó · e7 negres peó · f7 negres peó · h7 negres peó · c6 negres peó · d6 negres peó · f6 negres cavall · g6 negres peó · e5 blanques peó · c4 blanques alfil · c3 blanques cavall · a2 blanques peó · b2 blanques peó · c2 blanques peó · f2 blanques peó · g2 blanques peó · h2 blanques peó · a1 blanques torre · c1 blanques alfil · d1 blanques dama · e1 blanques rei · h1 blanques torre | 5 |
| 4 | a8 negres torre · c8 negres alfil · d8 negres dama · e8 negres rei · f8 negres alfil · h8 negres torre · a7 negres peó · e7 negres peó · f7 negres peó · h7 negres peó · c6 negres peó · d6 negres peó · f6 negres cavall · g6 negres peó · e5 blanques peó · c4 blanques alfil · c3 blanques cavall · a2 blanques peó · b2 blanques peó · c2 blanques peó · f2 blanques peó · g2 blanques peó · h2 blanques peó · a1 blanques torre · c1 blanques alfil · d1 blanques dama · e1 blanques rei · h1 blanques torre | a8 negres torre · c8 negres alfil · d8 negres dama · e8 negres rei · f8 negres alfil · h8 negres torre · a7 negres peó · e7 negres peó · f7 negres peó · h7 negres peó · c6 negres peó · d6 negres peó · f6 negres cavall · g6 negres peó · e5 blanques peó · c4 blanques alfil · c3 blanques cavall · a2 blanques peó · b2 blanques peó · c2 blanques peó · f2 blanques peó · g2 blanques peó · h2 blanques peó · a1 blanques torre · c1 blanques alfil · d1 blanques dama · e1 blanques rei · h1 blanques torre | a8 negres torre · c8 negres alfil · d8 negres dama · e8 negres rei · f8 negres alfil · h8 negres torre · a7 negres peó · e7 negres peó · f7 negres peó · h7 negres peó · c6 negres peó · d6 negres peó · f6 negres cavall · g6 negres peó · e5 blanques peó · c4 blanques alfil · c3 blanques cavall · a2 blanques peó · b2 blanques peó · c2 blanques peó · f2 blanques peó · g2 blanques peó · h2 blanques peó · a1 blanques torre · c1 blanques alfil · d1 blanques dama · e1 blanques rei · h1 blanques torre | a8 negres torre · c8 negres alfil · d8 negres dama · e8 negres rei · f8 negres alfil · h8 negres torre · a7 negres peó · e7 negres peó · f7 negres peó · h7 negres peó · c6 negres peó · d6 negres peó · f6 negres cavall · g6 negres peó · e5 blanques peó · c4 blanques alfil · c3 blanques cavall · a2 blanques peó · b2 blanques peó · c2 blanques peó · f2 blanques peó · g2 blanques peó · h2 blanques peó · a1 blanques torre · c1 blanques alfil · d1 blanques dama · e1 blanques rei · h1 blanques torre | a8 negres torre · c8 negres alfil · d8 negres dama · e8 negres rei · f8 negres alfil · h8 negres torre · a7 negres peó · e7 negres peó · f7 negres peó · h7 negres peó · c6 negres peó · d6 negres peó · f6 negres cavall · g6 negres peó · e5 blanques peó · c4 blanques alfil · c3 blanques cavall · a2 blanques peó · b2 blanques peó · c2 blanques peó · f2 blanques peó · g2 blanques peó · h2 blanques peó · a1 blanques torre · c1 blanques alfil · d1 blanques dama · e1 blanques rei · h1 blanques torre | a8 negres torre · c8 negres alfil · d8 negres dama · e8 negres rei · f8 negres alfil · h8 negres torre · a7 negres peó · e7 negres peó · f7 negres peó · h7 negres peó · c6 negres peó · d6 negres peó · f6 negres cavall · g6 negres peó · e5 blanques peó · c4 blanques alfil · c3 blanques cavall · a2 blanques peó · b2 blanques peó · c2 blanques peó · f2 blanques peó · g2 blanques peó · h2 blanques peó · a1 blanques torre · c1 blanques alfil · d1 blanques dama · e1 blanques rei · h1 blanques torre | a8 negres torre · c8 negres alfil · d8 negres dama · e8 negres rei · f8 negres alfil · h8 negres torre · a7 negres peó · e7 negres peó · f7 negres peó · h7 negres peó · c6 negres peó · d6 negres peó · f6 negres cavall · g6 negres peó · e5 blanques peó · c4 blanques alfil · c3 blanques cavall · a2 blanques peó · b2 blanques peó · c2 blanques peó · f2 blanques peó · g2 blanques peó · h2 blanques peó · a1 blanques torre · c1 blanques alfil · d1 blanques dama · e1 blanques rei · h1 blanques torre | a8 negres torre · c8 negres alfil · d8 negres dama · e8 negres rei · f8 negres alfil · h8 negres torre · a7 negres peó · e7 negres peó · f7 negres peó · h7 negres peó · c6 negres peó · d6 negres peó · f6 negres cavall · g6 negres peó · e5 blanques peó · c4 blanques alfil · c3 blanques cavall · a2 blanques peó · b2 blanques peó · c2 blanques peó · f2 blanques peó · g2 blanques peó · h2 blanques peó · a1 blanques torre · c1 blanques alfil · d1 blanques dama · e1 blanques rei · h1 blanques torre | 4 |
| 3 | a8 negres torre · c8 negres alfil · d8 negres dama · e8 negres rei · f8 negres alfil · h8 negres torre · a7 negres peó · e7 negres peó · f7 negres peó · h7 negres peó · c6 negres peó · d6 negres peó · f6 negres cavall · g6 negres peó · e5 blanques peó · c4 blanques alfil · c3 blanques cavall · a2 blanques peó · b2 blanques peó · c2 blanques peó · f2 blanques peó · g2 blanques peó · h2 blanques peó · a1 blanques torre · c1 blanques alfil · d1 blanques dama · e1 blanques rei · h1 blanques torre | a8 negres torre · c8 negres alfil · d8 negres dama · e8 negres rei · f8 negres alfil · h8 negres torre · a7 negres peó · e7 negres peó · f7 negres peó · h7 negres peó · c6 negres peó · d6 negres peó · f6 negres cavall · g6 negres peó · e5 blanques peó · c4 blanques alfil · c3 blanques cavall · a2 blanques peó · b2 blanques peó · c2 blanques peó · f2 blanques peó · g2 blanques peó · h2 blanques peó · a1 blanques torre · c1 blanques alfil · d1 blanques dama · e1 blanques rei · h1 blanques torre | a8 negres torre · c8 negres alfil · d8 negres dama · e8 negres rei · f8 negres alfil · h8 negres torre · a7 negres peó · e7 negres peó · f7 negres peó · h7 negres peó · c6 negres peó · d6 negres peó · f6 negres cavall · g6 negres peó · e5 blanques peó · c4 blanques alfil · c3 blanques cavall · a2 blanques peó · b2 blanques peó · c2 blanques peó · f2 blanques peó · g2 blanques peó · h2 blanques peó · a1 blanques torre · c1 blanques alfil · d1 blanques dama · e1 blanques rei · h1 blanques torre | a8 negres torre · c8 negres alfil · d8 negres dama · e8 negres rei · f8 negres alfil · h8 negres torre · a7 negres peó · e7 negres peó · f7 negres peó · h7 negres peó · c6 negres peó · d6 negres peó · f6 negres cavall · g6 negres peó · e5 blanques peó · c4 blanques alfil · c3 blanques cavall · a2 blanques peó · b2 blanques peó · c2 blanques peó · f2 blanques peó · g2 blanques peó · h2 blanques peó · a1 blanques torre · c1 blanques alfil · d1 blanques dama · e1 blanques rei · h1 blanques torre | a8 negres torre · c8 negres alfil · d8 negres dama · e8 negres rei · f8 negres alfil · h8 negres torre · a7 negres peó · e7 negres peó · f7 negres peó · h7 negres peó · c6 negres peó · d6 negres peó · f6 negres cavall · g6 negres peó · e5 blanques peó · c4 blanques alfil · c3 blanques cavall · a2 blanques peó · b2 blanques peó · c2 blanques peó · f2 blanques peó · g2 blanques peó · h2 blanques peó · a1 blanques torre · c1 blanques alfil · d1 blanques dama · e1 blanques rei · h1 blanques torre | a8 negres torre · c8 negres alfil · d8 negres dama · e8 negres rei · f8 negres alfil · h8 negres torre · a7 negres peó · e7 negres peó · f7 negres peó · h7 negres peó · c6 negres peó · d6 negres peó · f6 negres cavall · g6 negres peó · e5 blanques peó · c4 blanques alfil · c3 blanques cavall · a2 blanques peó · b2 blanques peó · c2 blanques peó · f2 blanques peó · g2 blanques peó · h2 blanques peó · a1 blanques torre · c1 blanques alfil · d1 blanques dama · e1 blanques rei · h1 blanques torre | a8 negres torre · c8 negres alfil · d8 negres dama · e8 negres rei · f8 negres alfil · h8 negres torre · a7 negres peó · e7 negres peó · f7 negres peó · h7 negres peó · c6 negres peó · d6 negres peó · f6 negres cavall · g6 negres peó · e5 blanques peó · c4 blanques alfil · c3 blanques cavall · a2 blanques peó · b2 blanques peó · c2 blanques peó · f2 blanques peó · g2 blanques peó · h2 blanques peó · a1 blanques torre · c1 blanques alfil · d1 blanques dama · e1 blanques rei · h1 blanques torre | a8 negres torre · c8 negres alfil · d8 negres dama · e8 negres rei · f8 negres alfil · h8 negres torre · a7 negres peó · e7 negres peó · f7 negres peó · h7 negres peó · c6 negres peó · d6 negres peó · f6 negres cavall · g6 negres peó · e5 blanques peó · c4 blanques alfil · c3 blanques cavall · a2 blanques peó · b2 blanques peó · c2 blanques peó · f2 blanques peó · g2 blanques peó · h2 blanques peó · a1 blanques torre · c1 blanques alfil · d1 blanques dama · e1 blanques rei · h1 blanques torre | 3 |
| 2 | a8 negres torre · c8 negres alfil · d8 negres dama · e8 negres rei · f8 negres alfil · h8 negres torre · a7 negres peó · e7 negres peó · f7 negres peó · h7 negres peó · c6 negres peó · d6 negres peó · f6 negres cavall · g6 negres peó · e5 blanques peó · c4 blanques alfil · c3 blanques cavall · a2 blanques peó · b2 blanques peó · c2 blanques peó · f2 blanques peó · g2 blanques peó · h2 blanques peó · a1 blanques torre · c1 blanques alfil · d1 blanques dama · e1 blanques rei · h1 blanques torre | a8 negres torre · c8 negres alfil · d8 negres dama · e8 negres rei · f8 negres alfil · h8 negres torre · a7 negres peó · e7 negres peó · f7 negres peó · h7 negres peó · c6 negres peó · d6 negres peó · f6 negres cavall · g6 negres peó · e5 blanques peó · c4 blanques alfil · c3 blanques cavall · a2 blanques peó · b2 blanques peó · c2 blanques peó · f2 blanques peó · g2 blanques peó · h2 blanques peó · a1 blanques torre · c1 blanques alfil · d1 blanques dama · e1 blanques rei · h1 blanques torre | a8 negres torre · c8 negres alfil · d8 negres dama · e8 negres rei · f8 negres alfil · h8 negres torre · a7 negres peó · e7 negres peó · f7 negres peó · h7 negres peó · c6 negres peó · d6 negres peó · f6 negres cavall · g6 negres peó · e5 blanques peó · c4 blanques alfil · c3 blanques cavall · a2 blanques peó · b2 blanques peó · c2 blanques peó · f2 blanques peó · g2 blanques peó · h2 blanques peó · a1 blanques torre · c1 blanques alfil · d1 blanques dama · e1 blanques rei · h1 blanques torre | a8 negres torre · c8 negres alfil · d8 negres dama · e8 negres rei · f8 negres alfil · h8 negres torre · a7 negres peó · e7 negres peó · f7 negres peó · h7 negres peó · c6 negres peó · d6 negres peó · f6 negres cavall · g6 negres peó · e5 blanques peó · c4 blanques alfil · c3 blanques cavall · a2 blanques peó · b2 blanques peó · c2 blanques peó · f2 blanques peó · g2 blanques peó · h2 blanques peó · a1 blanques torre · c1 blanques alfil · d1 blanques dama · e1 blanques rei · h1 blanques torre | a8 negres torre · c8 negres alfil · d8 negres dama · e8 negres rei · f8 negres alfil · h8 negres torre · a7 negres peó · e7 negres peó · f7 negres peó · h7 negres peó · c6 negres peó · d6 negres peó · f6 negres cavall · g6 negres peó · e5 blanques peó · c4 blanques alfil · c3 blanques cavall · a2 blanques peó · b2 blanques peó · c2 blanques peó · f2 blanques peó · g2 blanques peó · h2 blanques peó · a1 blanques torre · c1 blanques alfil · d1 blanques dama · e1 blanques rei · h1 blanques torre | a8 negres torre · c8 negres alfil · d8 negres dama · e8 negres rei · f8 negres alfil · h8 negres torre · a7 negres peó · e7 negres peó · f7 negres peó · h7 negres peó · c6 negres peó · d6 negres peó · f6 negres cavall · g6 negres peó · e5 blanques peó · c4 blanques alfil · c3 blanques cavall · a2 blanques peó · b2 blanques peó · c2 blanques peó · f2 blanques peó · g2 blanques peó · h2 blanques peó · a1 blanques torre · c1 blanques alfil · d1 blanques dama · e1 blanques rei · h1 blanques torre | a8 negres torre · c8 negres alfil · d8 negres dama · e8 negres rei · f8 negres alfil · h8 negres torre · a7 negres peó · e7 negres peó · f7 negres peó · h7 negres peó · c6 negres peó · d6 negres peó · f6 negres cavall · g6 negres peó · e5 blanques peó · c4 blanques alfil · c3 blanques cavall · a2 blanques peó · b2 blanques peó · c2 blanques peó · f2 blanques peó · g2 blanques peó · h2 blanques peó · a1 blanques torre · c1 blanques alfil · d1 blanques dama · e1 blanques rei · h1 blanques torre | a8 negres torre · c8 negres alfil · d8 negres dama · e8 negres rei · f8 negres alfil · h8 negres torre · a7 negres peó · e7 negres peó · f7 negres peó · h7 negres peó · c6 negres peó · d6 negres peó · f6 negres cavall · g6 negres peó · e5 blanques peó · c4 blanques alfil · c3 blanques cavall · a2 blanques peó · b2 blanques peó · c2 blanques peó · f2 blanques peó · g2 blanques peó · h2 blanques peó · a1 blanques torre · c1 blanques alfil · d1 blanques dama · e1 blanques rei · h1 blanques torre | 2 |
| 1 | a8 negres torre · c8 negres alfil · d8 negres dama · e8 negres rei · f8 negres alfil · h8 negres torre · a7 negres peó · e7 negres peó · f7 negres peó · h7 negres peó · c6 negres peó · d6 negres peó · f6 negres cavall · g6 negres peó · e5 blanques peó · c4 blanques alfil · c3 blanques cavall · a2 blanques peó · b2 blanques peó · c2 blanques peó · f2 blanques peó · g2 blanques peó · h2 blanques peó · a1 blanques torre · c1 blanques alfil · d1 blanques dama · e1 blanques rei · h1 blanques torre | a8 negres torre · c8 negres alfil · d8 negres dama · e8 negres rei · f8 negres alfil · h8 negres torre · a7 negres peó · e7 negres peó · f7 negres peó · h7 negres peó · c6 negres peó · d6 negres peó · f6 negres cavall · g6 negres peó · e5 blanques peó · c4 blanques alfil · c3 blanques cavall · a2 blanques peó · b2 blanques peó · c2 blanques peó · f2 blanques peó · g2 blanques peó · h2 blanques peó · a1 blanques torre · c1 blanques alfil · d1 blanques dama · e1 blanques rei · h1 blanques torre | a8 negres torre · c8 negres alfil · d8 negres dama · e8 negres rei · f8 negres alfil · h8 negres torre · a7 negres peó · e7 negres peó · f7 negres peó · h7 negres peó · c6 negres peó · d6 negres peó · f6 negres cavall · g6 negres peó · e5 blanques peó · c4 blanques alfil · c3 blanques cavall · a2 blanques peó · b2 blanques peó · c2 blanques peó · f2 blanques peó · g2 blanques peó · h2 blanques peó · a1 blanques torre · c1 blanques alfil · d1 blanques dama · e1 blanques rei · h1 blanques torre | a8 negres torre · c8 negres alfil · d8 negres dama · e8 negres rei · f8 negres alfil · h8 negres torre · a7 negres peó · e7 negres peó · f7 negres peó · h7 negres peó · c6 negres peó · d6 negres peó · f6 negres cavall · g6 negres peó · e5 blanques peó · c4 blanques alfil · c3 blanques cavall · a2 blanques peó · b2 blanques peó · c2 blanques peó · f2 blanques peó · g2 blanques peó · h2 blanques peó · a1 blanques torre · c1 blanques alfil · d1 blanques dama · e1 blanques rei · h1 blanques torre | a8 negres torre · c8 negres alfil · d8 negres dama · e8 negres rei · f8 negres alfil · h8 negres torre · a7 negres peó · e7 negres peó · f7 negres peó · h7 negres peó · c6 negres peó · d6 negres peó · f6 negres cavall · g6 negres peó · e5 blanques peó · c4 blanques alfil · c3 blanques cavall · a2 blanques peó · b2 blanques peó · c2 blanques peó · f2 blanques peó · g2 blanques peó · h2 blanques peó · a1 blanques torre · c1 blanques alfil · d1 blanques dama · e1 blanques rei · h1 blanques torre | a8 negres torre · c8 negres alfil · d8 negres dama · e8 negres rei · f8 negres alfil · h8 negres torre · a7 negres peó · e7 negres peó · f7 negres peó · h7 negres peó · c6 negres peó · d6 negres peó · f6 negres cavall · g6 negres peó · e5 blanques peó · c4 blanques alfil · c3 blanques cavall · a2 blanques peó · b2 blanques peó · c2 blanques peó · f2 blanques peó · g2 blanques peó · h2 blanques peó · a1 blanques torre · c1 blanques alfil · d1 blanques dama · e1 blanques rei · h1 blanques torre | a8 negres torre · c8 negres alfil · d8 negres dama · e8 negres rei · f8 negres alfil · h8 negres torre · a7 negres peó · e7 negres peó · f7 negres peó · h7 negres peó · c6 negres peó · d6 negres peó · f6 negres cavall · g6 negres peó · e5 blanques peó · c4 blanques alfil · c3 blanques cavall · a2 blanques peó · b2 blanques peó · c2 blanques peó · f2 blanques peó · g2 blanques peó · h2 blanques peó · a1 blanques torre · c1 blanques alfil · d1 blanques dama · e1 blanques rei · h1 blanques torre | a8 negres torre · c8 negres alfil · d8 negres dama · e8 negres rei · f8 negres alfil · h8 negres torre · a7 negres peó · e7 negres peó · f7 negres peó · h7 negres peó · c6 negres peó · d6 negres peó · f6 negres cavall · g6 negres peó · e5 blanques peó · c4 blanques alfil · c3 blanques cavall · a2 blanques peó · b2 blanques peó · c2 blanques peó · f2 blanques peó · g2 blanques peó · h2 blanques peó · a1 blanques torre · c1 blanques alfil · d1 blanques dama · e1 blanques rei · h1 blanques torre | 1 |
|   | a | b | c | d | e | f | g | h |   |

El Parany de Magnus Smith és un parany d'obertura d'escacs dins la defensa siciliana, que rep el seu nom del tres cops Campió del Canadà Magnus Smith (1869–1934).
El parany s'esdevé a la variant Sozin, començant amb els moviments:
1. e4 c5
2. Cf3 d6
3. d4 cxd4
4. Cxd4 Cf6
5. Cc3 Cc6
6. Ac4
Aquesta és la variant Sozin (o Fischer) de la defensa siciliana.
Una resposta habitual és 6...e6, per tal de fer que l'alfil blanc de c4 "mossegui granit".
En cas que, en canvi, les negres facin 6...g6?!, cauen al parany
6. ... g6?!
7. Cxc6 bxc6
8. e5!
(Vegeu el diagrama)
Les negres tenen greus problemes.
Després de 8...Ch5?, Bobby Fischer dona 9.Df3! e6 (9...d5 10.Cxd5!) 10.g4 Cg7 11.Ce4 Da5+ (11...d5 12.Cf6+ Re7 13.Da3+) 12.Ad2 Dxe5 13.Ac3 i la dama negra és atrapada.
Són preferibles les alternatives 8...Cg4 9.e6 f5, i les negres eventualment varen acabar assolint les taules a Schlechter-Lasker, Campionat del món (7) 1910 i 8...d5 9.exf6 dxc4 10.Dxd8+ Rxd8 11.Ag5 Ae6 12.0-0-0+ Re8, i les negres fins i tot van acabar guanyant a Rosen-Burn, París 1900.
El moviment triat per les negres, però, condueix al desastre immediat.
8. ... dxe5??
9. Axf7+
Les blanques guanyen la dama després de 9...Rxf7 10.Dxd8.